# Go Bowling 250
Das Virginia 529 College Savings 250 war ein Autorennen in der NASCAR Xfinity Series, das Anfang September auf dem Richmond International Raceway ausgetragen wurde. Es findet am Abend von dem Chevy Rock and Roll 400 des Sprint Cups statt.
Die ursprüngliche Renndistanz betrug 150 Runden, was 81,3 Meilen oder umgerechnet 130,8 km entsprach. In der Saison 1986 erfolgte eine Verlängerung auf 200 Runden (108,4 Meilen / 174,45 km). Die Renndistanz von 250 Runden mit insgesamt 187,5 Meilen oder umgerechnet 301,75 km wurde ab der Saison 1993 gefahren.

## Sieger
- 2011: Kyle Busch
- 2010: Kevin Harvick
- 2009: Carl Edwards
- 2008: Carl Edwards
- 2007: Kyle Busch
- 2006: Kevin Harvick
- 2005: Kevin Harvick
- 2004: Robby Gordon
- 2003: Johnny Sauter
- 2002: Dale Earnhardt junior
- 2001: Jimmy Spencer
- 2000: Jeff Burton
- 1999: Dale Earnhardt junior
- 1998: Dale Earnhardt junior
- 1997: Steve Park
- 1996: Kenny Wallace
- 1995: Dale Jarrett
- 1994: Kenny Wallace
- 1993: Mark Martin
- 1992: Robert Pressley
- 1991: Harry Gant
- 1990: Rick Mast
- 1989: Bobby Hamilton
- 1988: Harry Gant
- 1987: Mark Martin
- 1986: Dale Earnhardt
- 1985: Tommy Ellis
- 1984: Tommy Ellis
- 1983: Morgan Shepherd
- 1982: Butch Lindley